# القط ذو الرائحة الكريهة
القط ذو الرائحة الكريهة (بالإنجليزية: Smelly Cat)‏ هي أغنية كوميدية من مسلسل كوميديا الموقف الأمريكي فريندز (1994-2004) أدتها الممثلة الأمريكية ليزا كودرو. كتب الأغنية كتبة سيناريو فريندز أدم تشيس وبيتسي بورنز، مع المغنية كريسي هيند و شخصية ليزا كودرو في المسلسل فيبي بوفيه. ظهرت الأغنية لأول مرة في الحلقة السادسة من الموسم الثاني للمسلسل «الواحدة مع الرضيع في الحافلة». تحل المغنية هيند كضيفة شرف في الحلقة كمغنية تم تعيينها لتحل محل فيبي كموسيقار المحل في مقهى سنترال بيرك، حيث تقوم فيبي بتعلميمها في النهاية أغنية «القط ذو الرائحة الكريهة». قصدت الكاتبة بيتسي بورنز كتابة الأغنية عن كلب مستندة إلى كلبها الأليف غودا (بالإنجليزية: Gouda)‏، لكنها قررت في النهاية أن أغنية عن قطة ذات رائحة ستكون أكثر تسلية.
ستستمر كودرو في أداء «القط ذو الرائحة الكريهة» بشكل متكرر طوال فترة تشغيل مسلسل فريندز التي استمرت لمدة عشر سنوات بعد ظهور الأغنية لأول مرة وأبرزها خلال الموسم الثاني من العرض، حيث أصبحت الأغنية بمثابة مزحة مستمرة ومكونًا لا يتجزأ من دور فيبي. نمت شعبية الأغنية بين المعجبين لدرجة أنهم طلبوا إصدارها كأغنية ألبوم. سجل كودرو وفرقة ذي بريتندرز الذين نسبوا في الأغنية كفيبي بوفيه وذي هاربولز نسخة محدثة من الأغنية بعنوان «القط ذو الرائحة الكريهة ميدلي» لألبوم الموسيقى التصويرية «فريندز مجددا» (1999). تعتبر أغنية «القط ذو الرائحة الكريهة» من الناحية الموسيقية أغنية بوب صوتية وأغنية شعبية عن قط ذات رائحة كريهة يساء معاملته وتجاهله من قبل مُلاَكِه لرائحته الكريهة.
أصبحت أغنية «القط ذو الرائحة الكريهة» أغنية مفضلة لدى المعجبين ومرتبطة ارتباطًا وثيقًا بفيبي وكودرو والمسلسل، وغالبًا ما تصنف في مرتبة عالية من قبل المنشورات الإعلامية من بين أكثر لحظات فريندز التي لا تنسى والأغاني المميزة فيه حتى أنها تنافس أغنية شارة البداية سأكون هناك من أجلك من حيث الشعبية. تم تقليد أغنية القط ذو الرائحة الكريهة من قبل العديد من الفنانين، بما في ذلك ضيوف شرف المسلسل إليزابيث دايلي وكريس إسحاق وجيمس مايكل تايلر وبطلة المسلسل كورتني كوكس والمغنية كولبي كيلات كما أدى كودرو أغنية مع تايلور سويفت على الهواء مباشرة أثناء أداء المغنية ل«جولة حول العالم 1989» في عام 2015 مع لقطات للثنائي حصدت اهتمام وسائل الإعلام على نطاق واسع وأثارت ضجة كبيرة. خلال حلقة فريندز: لم الشمل الخاصة لعام 2021، أجرت كودرو عرضًا خاصًا للأغنية مع ليدي غاغا.